# Юнайтед Еърлайнс
„Юнайтед Еърлайнс“ е голяма американска авиокомпания със седалище в Уилис Тауър, Чикаго, Илинойс. Компанията оперира голяма домашна и международна маршрутна мрежа, включваща малки и големи градове на шест континента. Това е третата най-голяма авиолиния в света по размер на флота и броя обслужвани маршрути. Тя е учредител на алианса – Star Alliance – най-големият авиационен алианс в света, включващ 28 авиолинии. Регионалните услуги се предоставят от независими авиопревозвачи под бранда United Express.
United Airlines разполага с осем хъба, най-големият от които е в О'Хеър по отношение на броя превозвани пътници.

## История
Компанията произлиза от Varney Air Lines, основана през 1926 г. в Бойзи, Айдахо. Тя е първата компания, доставяща частна въздушна поща в страната. През 1927 г. Уилям Боинг основава Boeing Air Transport и купува Varney Air Lines (плюс още няколко компании). На 28 март 1931 г. е основана United Air Lines, Inc. като холдинг.
На 10 октомври 1933 г. самолет Боинг 247 на United Airlines става обект на първата терористична атака срещу самолет в историята, когато на борда му е взривена бомба, при което загива целия му екипаж.
През 2010 г. Continental Airlines и United Airlines се споразумяват да се слеят. Към 2012 г. процесът по сливането е като цяло завършен – двете компании са слели системите си за обслужване на пътници, програмите за чести полети и уебсайтовете си. С това на практика брандът на Continental изчезва.